# Tarragona digital
TarragonaDigital.com és un mitja de comunicació digital català, fundat el 2009 amb el nom de delCamp.cat, i publicat en llengua catalana. El diari forma part de l'editora de Nació.
TarragonaDigital.com està format per una plantilla de periodistes, a més d'un ampli grup de col·laboradors. Laia Solanellas n'és la Cap de Redacció. Entre d'altres, l'equip del diari es complementa amb l'escriptor Miquel Bonet com a Cap d'Opinió.
TarragonaDigital.com (i el seu antecessor delCamp.cat) ha estat des de 2015 el diari digital líder a Tarragona i el mitjà territorial més llegit de Catalunya amb 903.479 usuaris únics segons dades d'OJD, 126.000 seguidors a Facebook, 26.400 a Twitter i  30.000 a Instagram. En tant que publicació en llengua catalana, rep subvenció de la Generalitat de Catalunya.
El projecte de TarragonaDigital.com ha estat guardonat en diverses ocasions i ha rebut el reconeixement per part d'altres mitjans i d'associacions de mitjans de Catalunya, sobretot, per la seva aposta tecnològica i d'innovació en el món del periodisme a Catalunya. Entre d'altres destaquen el Premi 2.0 Comunicació Tarragona 2013 atorgat pel Sindicat de Periodistes de Catalunya i el Premi a la millor Publicació Digital atorgat per la Federació d'Associacions d'Editors de Premsa, Revistes i Mitjans Digitals l'any 2015.
Durant els primers nou anys de vida, TarragonaDigital.com creix, incrementant la redacció i assolint alguns dels reptes que s'havien proposat durant la seva creació. A l'equip inicial, amb Laia Solanellas com a cap de redacció, s'hi van sumant altres professionals els anys 2011 i 2012.
A principis de 2023, el diari s'integra al grup editorial de Nació qui aposta fortament per la premsa local i de proximitat.